# La Corbaz
La Corbaz (Kordà  en patois fribourgeois) est une localité et une ancienne commune suisse du canton de Fribourg, située dans le district de la Sarine.

## Histoire
En 1294, Nicolas d'Englisberg vendit à son frère Wilhelm et à Jean dit de Vuippens les villages de La Corbaz, Lossy et Formangueires. Les Praroman, l'Hôpital des Bourgeois de Fribourg possédèrent également des biens et droits dans cette localité qui fit partie des Anciennes Terres (bannière de l'Hôpital) dès 1442 au plus tard, puis du district de Fribourg de 1798 à 1848. La Corbaz a toujours fait partie de la paroisse de Belfaux. L'ancienne commune se rapprocha de celle de Cormagens en 1866, les deux n'eurent plus qu'un seul Conseil communal, mais Cormagens rejeta un projet de fusion en 1981. Localité rurale (élevage et cultures diversifiées), La Corbaz devient une localité résidentielle depuis l'ouverture de l'autoroute A12.
En 2004, La Corbaz fusionne avec ses voisines de Cormagens et Lossy-Formangueires pour former la commune de La Sonnaz.

## Patrimoine bâti
La petite chapelle de la Nativité de Marie est mentionnée en 1294 (dédiée à saint Blaise avant 1654), fut restaurée ou rebâtie en 1663.

## Toponymie
1294 : La Corbassieri

## Démographie
La Corbaz comptait 101 habitants en 1811, 147 en 1850, 166 en 1900, 127 en 1950, 111 en 1970, 281 en 2000.